# Germaniahafen

Der Germaniahafen in Kiel im Herbst 2015.

Der Germaniahafen in der Kai-City Kiel in der schleswig-holsteinischen Landeshauptstadt Kiel ist ein Hafenbecken für Gastsegler und Traditionsschiffe in Gaarden-Ost, das 1998 fertiggestellt wurde. Der Germaniahafen ist 28 Meter breit und 130 Meter lang. Er liegt direkt gegenüber dem Hauptbahnhof, ist von dort über die Hörnbrücke direkt erreichbar und praktisch ein Seitenarm der Hörn. Bei der Errichtung des Hafens wurde besonderes Augenmerk auf ökologische Nachhaltigkeit gelegt.
In unmittelbarer Nähe wurde 2007 das Hochhauscenter am Germaniahafen fertiggestellt. Es beherbergt Gastronomiebetriebe, Musikkneipen, Büros und Wohnungen. An seinem südlichen Ende befindet sich die Skulptur Adam und Eva des Künstlers Bjørn Nørgaard.
Zur alljährlich stattfindenden Kieler Woche ist der Germaniahafen Austragungsort verschiedener Veranstaltungen.

## Bildergalerie

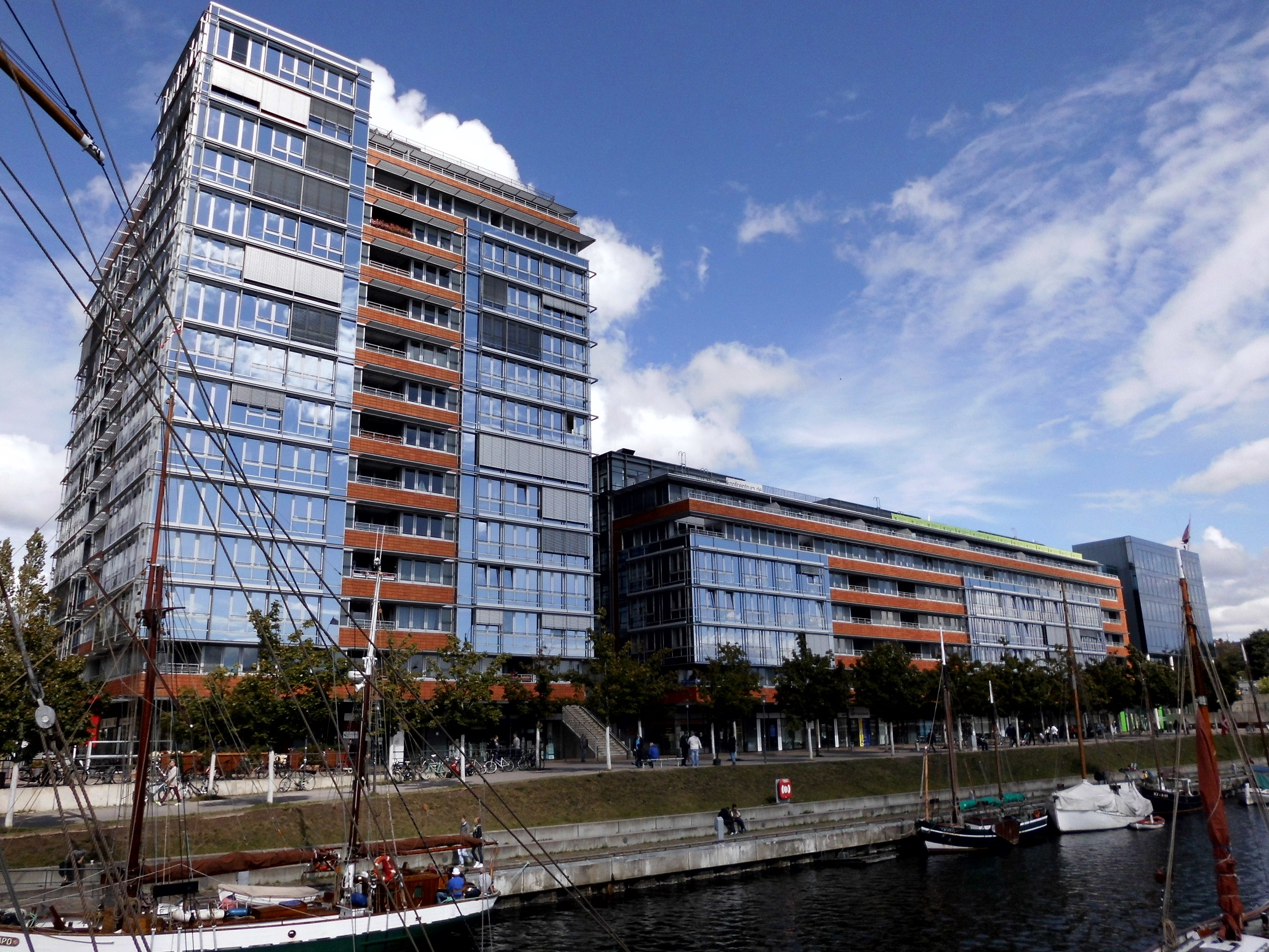
Gebäude am Germaniahafen
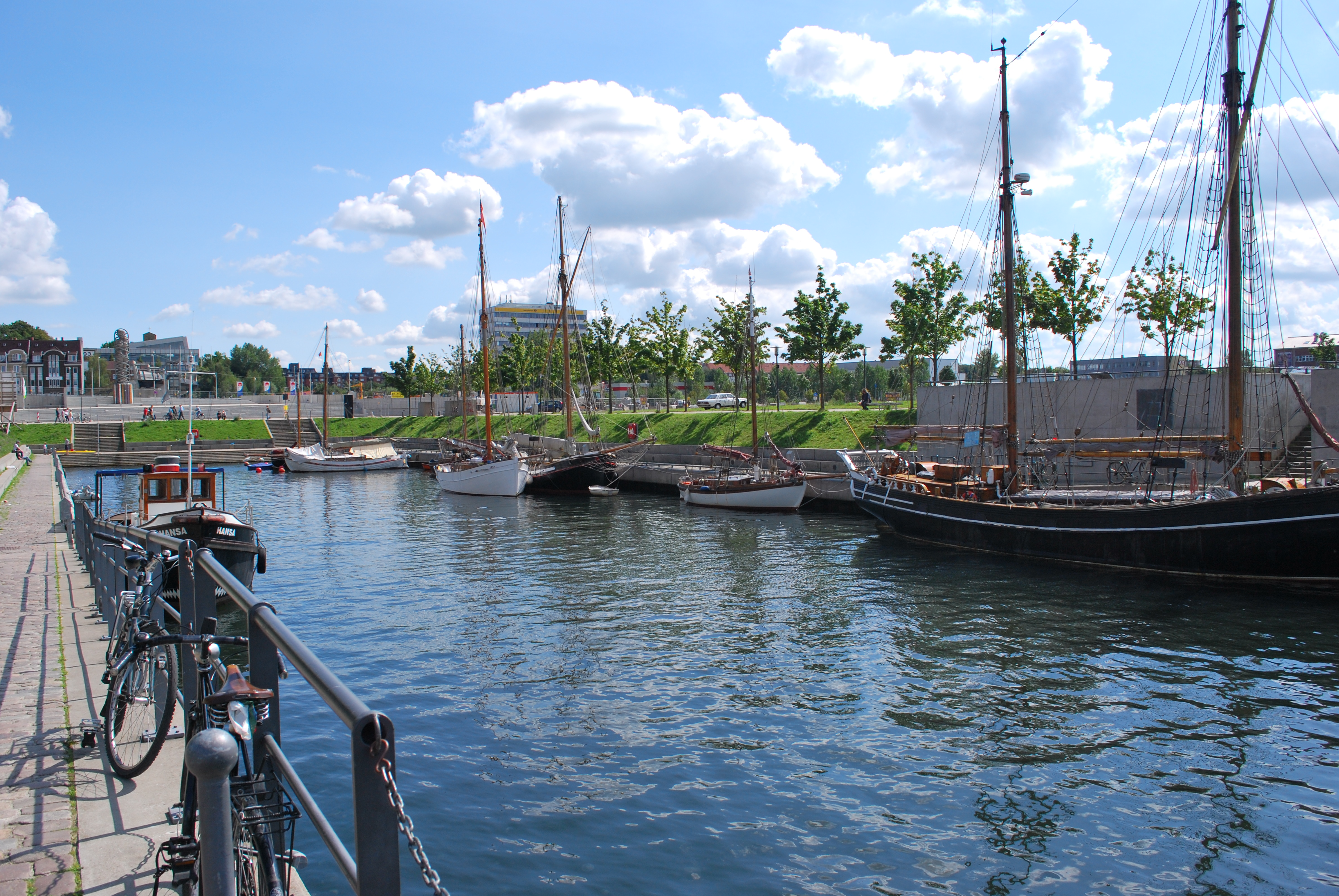
Germaniahafen
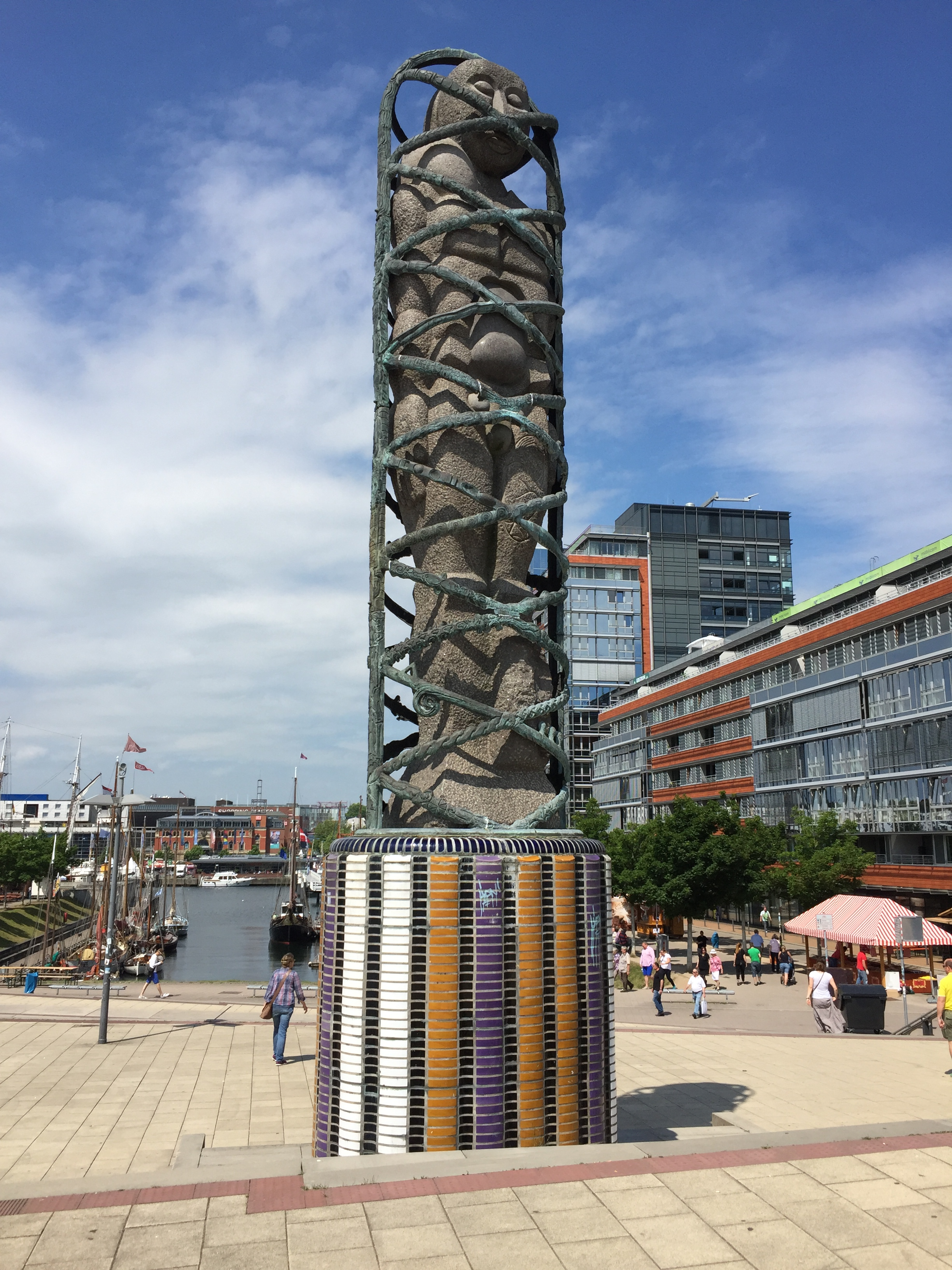
Skulptur von Bjørn Nørgaard